# IFK Hässleholm
IFK Hässleholm ist ein schwedischer Sportverein aus Hässleholm. Er ist vor allem für seine Fußballmannschaft bekannt, die mehrere Jahre in der zweiten Liga spielte. 

## Geschichte
IFK Hässleholm wurde 1905 gegründet. 1918 stand die Mannschaft erstmals im Finale der Kamratmästerskapen, verlor jedoch gegen IFK Eskilstuna. Im folgenden Jahr wurde erneut das Finale erreicht und dieses Mal gelang der Titelgewinn durch einen Erfolg über IFK Stockholm. 
Bei der Gründung der Allsvenskan 1924 konnte IFK sich nicht qualifizieren und musste zunächst unterklassig antreten. 1936 gelang der Aufstieg in die drittklassige Division 3. Hier konnte sich die Mannschaft im Mittelfeld der Liga etablieren. 1940 gelang hinter IFK Kristianstad und ein Jahr später hinter IFK Trelleborg jeweils die Vizemeisterschaft. Jedoch konnte die Mannschaft an die Erfolge nicht anknüpfen und 1943 wurde abgeschlagen nur noch der letzte Tabellenplatz belegt und damit der erneute Abstieg in die Viertklassigkeit besiegelt. 
1964 gelang IFK nach 21 Jahren der Wiederaufstieg in die dritte Liga und die Mannschaft konnte sich direkt im vorderen Teil der Tabelle festsetzen. 1969 kam jedoch der erneute Einbruch und als Elfter, nachdem im Vorjahr noch der dritte Tabellenrang belegt werden konnte, folgte der erneute Abstieg in die vierte Liga. Hier blieb die Mannschaft bis zum Wiederaufstieg 1972. Nach einem fünften Platz 1973 schaffte IFK in der folgenden Spielzeit die Drittligameisterschaft und stieg erstmals in die zweitklassige Division 2 auf.
Mit drei Punkten Vorsprung auf den von Västra Frölunda IF belegten Abstiegsplatz wurde als Achter der Klassenerhalt in der ersten Zweitligasaison erreicht. 1976 wurde die Mannschaft Vierter, anschließend ging es aber wieder bergab. 1978 wurde mit drei Punkten Vorsprung auf Trelleborgs FF der letzte Nichtabstiegsplatz belegt. Zwei Jahre später hatte der Klub einen Punkt mehr auf dem Konto als Absteiger IFK Kristianstad. Ein Jahr später beendete man die Spielzeit auf einem Abstiegsplatz. 
Als Tabellensechster verpasste IFK den direkten Wiederaufstieg und beendete damit die Saison auch hinter dem Lokalrivalen Hässleholms IF. Ein Jahr später wurde die Mannschaft Vizemeister, es fehlten zwei Punkte auf Spitzenreiter Ifö/Bromölla IF. Auch 1984 wurde der Klub nur Zweiter, Karlskrona AIF hatte allerdings sieben Punkte Vorsprung. 1986 gelangen dann der Staffelsieg und damit die Qualifikation für die Aufstiegsspiele. Dort wurde das Hinspiel bei Tyresö FF zwar mit 2:3 verloren, aber durch einen 1:0-Erfolg im Rückspiel konnte die Rückkehr in die zweite Liga aufgrund der Auswärtstorregel gefeiert werden.
IFK Hässleholm fand sich in der zweiten Liga direkt im Abstiegskampf wieder. Mit einem Punkt Vorsprung auf Absteiger Kalmar FF wurde jedoch der Klassenerhalt geschafft. Die zweite Spielzeit im schwedischen Unterhaus verlief allerdings weniger erfolgreich. Nur drei Saisonsiege und fünf Unentschieden bedeuteten am Ende den letzten Platz in der Tabelle.
1991 wurde IFK zunächst hinter Mjällby AIF in der Frühjahrsserie Zweiter. In der Herbstserie gewann der Klub jedoch die Meisterschaft und qualifizierte sich somit für die zweite Liga. Dort spielte die Mannschaft in der Spielzeit 1992 gegen den Abstieg. In der folgenden Saison wusste der Klub jedoch zu überraschen und qualifizierte sich als Vizemeister für die Aufstiegsspiele zur Allsvenskan. Dort scheiterte man jedoch mit zwei 1:2-Niederlagen an Degerfors IF. 1994 wurde der Verein noch Dritter, anschließend ging es schleichend bergab, ehe 1998 der erneute Abstieg in die dritte Liga anstand.
2000 wurde der drittletzte Platz in der dritten Liga belegt. Damit musste IFK in die Relegation und trat gegen Höllvikens GIF an. Nach einem 1:1-Unentschieden auf fremden Platz verlor IFK das Heimspiel mit 1:2 und musste nach 28 Jahren wieder in die Viertklassigkeit absteigen. Mit 51 Punkten aus 22 Spielen schaffte die Mannschaft den direkten Wiederaufstieg. 2004 gelang der dritte Platz, auf Aufsteiger Mjällby AIF fehlten vier Punkte. Auch ein Jahr später gelang mit vier Punkten Abstand auf den Tabellenersten, dieses Mal Bunkeflo IF, der dritte Platz. Dieser bedeutete, dass IFK nach einer Ligareform – die Anzahl der Staffeln wurde von vier auf zwei halbiert – die direkte Qualifikation für die neue dritte Liga schaffte. 
2006 beendete der Klub die Spielzeit jedoch als Vorletzter auf einem Abstiegsplatz und musste erneut in die vierte Liga absteigen. Dort wurde als Tabellensiebter die direkte Rückkehr verpasst. Anschließend hielt sich die Mannschaft in der Liga, bis sie 2010 in den Relegationsspielen aufgrund der Auswärtstorregel Kållered SK unterlag und in die Fünftklassigkeit abstieg.

## Spieler
- Magnus Arvidsson (1995–1997)